# Tephritis scorzonerae
Tephritis scorzonerae
 es una especie de insecto díptero que Merz describió científicamente por primera vez en el año 1993.
Esta especie pertenece al género Tephritis de la familia Tephritidae.